# Steve Sullivan (hokeista)
Steve Sullivan (ur. 6 lipca 1974 w Timmins) – kanadyjski hokeista występujący na pozycji lewoskrzydłowego. W NHL rozegrał ponad 1000 meczów w barwach New Jersey Devils, Toronto Maple Leafs, Chicago Blackhawks, Nashville Predators, Pittsburgh Penguins i Phoenix Coyotes. Od 9 sierpnia 2014 roku jest członkiem sztabu szkoleniowego Arizona Coyotes.

## Kariera
Po 2 sezonach Sault Ste. Marie Greyhounds z Ontario Hockey League (OHL) Sullivan został wybrany z 233 numerem przez New Jersey Devils podczas NHL Entry Draft 1994. Kolejne 2 lata spędził w Albany River Rats, filii drużyny Devils z American Hockey League (AHL). W tym czasie został wybrany do pierwszego zespołu all-star ligi i zdobył Puchar Caldera wygrywając ligę w 1995. Debiut w drużynie Devils zaliczył w sezonie 1995-96. Sezon później był już zawodnikiem Toronto Maple Leafs. W 1999, ze względu na dużą liczbę ofensywnych zawodników Leafs chcieli pozbyć się Sullivana wystawili go na listę waivers. 23 października 1999 z opcji odkupienia zawodnika skorzystała drużyna Chicago Blackhawks. Niewysoki skrzydłowy bardzo szybko został czołowym zawodnikiem w Chicago. Już w pierwszym sezonie 1999–00 zdobył 64 punkty, w tym 22 bramki. Przez 3 następne sezony w Blackhawks nie schodził poniżej poziomu 20 bramek i 60 punktów. W trakcie sezonu 2003–04 został oddany do Nashville Predators w zamian za draft picks w drugiej rundzie draftów 2004 (Ryan Garlock) i 2005 (Michael Blunden). Sezon skończył łącznie z 24 bramkami i 49 asystami. 22 lutego 2007 w meczu z Montreal Canadiens Sullivan doznał kontuzji pleców która wyłączyła go z gry aż na 687 dni. Do składu powrócił 10 stycznia 2009 na mecz z Chicago Blackhawks. 18 czerwca 2009 otrzymał trofeum Mastertona za wytrwałość, sportowego ducha i poświęcenie się hokejowi. 
1 lipca 2011 podpisał roczny kontrakt z Pittsburgh Penguins wart 1,5 mln dolarów, a sezon zakończył z dorobkiem 48 punktów w 79 meczach. 4 lipca 2012 w wieku 37 lat podpisał roczny kontrakt z Phoenix Coyotes. 28 marca 2013 zagrał swój 1000. mecz w spotkaniu przeciwko byłej drużynie z Nashville zakończonym zwycięstwem Predators 7-4.
3 kwietnia 2013 Sullivan został oddany do swojego pierwszego klubu New Jersey Devils, w zamian za draft pick w 7 rundzie. Czas między dwoma pobytami w Devils wyniósł 16 lat i 45 dni. Jest to trzeci najdłuższy okres między występami w tej samej drużynie w historii NHL. 
9 sierpnia 2014 roku został członkiem sztabu szkoleniowego Arizona Coyotes.

## Statystyki

### Sezon regularny i play-off
| 1992–93   | Sault Ste. Marie Greyhounds | OHL       | 62   | 36  | 37  | 63  | 44  | 16 | 3 | 8  | 11 | 18 |
| 1993–94   | Sault Ste. Marie Greyhounds | OHL       | 63   | 51  | 62  | 113 | 82  | 14 | 9 | 16 | 25 | 22 |
| 1994–95   | Albany River Rats           | AHL       | 75   | 31  | 50  | 81  | 124 | 14 | 4 | 7  | 11 | 10 |
| 1995–96   | Albany River Rats           | AHL       | 53   | 33  | 42  | 75  | 127 | 4  | 3 | 0  | 3  | 6  |
| 1995–96   | New Jersey Devils           | NHL       | 16   | 5   | 4   | 9   | 8   | —  | — | —  | —  | —  |
| 1996–97   | Albany River Rats           | AHL       | 15   | 8   | 7   | 15  | 16  | —  | — | —  | —  | —  |
| 1996–97   | New Jersey Devils           | NHL       | 33   | 8   | 14  | 22  | 14  | —  | — | —  | —  | —  |
| 1996–97   | Toronto Maple Leafs         | NHL       | 21   | 5   | 11  | 16  | 23  | —  | — | —  | —  | —  |
| 1997–98   | Toronto Maple Leafs         | NHL       | 63   | 10  | 18  | 28  | 40  | —  | — | —  | —  | —  |
| 1998–99   | Toronto Maple Leafs         | NHL       | 63   | 20  | 20  | 40  | 28  | 13 | 3 | 6  | 9  | 14 |
| 1999–00   | Toronto Maple Leafs         | NHL       | 7    | 0   | 1   | 1   | 4   | —  | — | —  | —  | —  |
| 1999–00   | Chicago Blackhawks          | NHL       | 73   | 22  | 42  | 64  | 52  | —  | — | —  | —  | —  |
| 2000–01   | Chicago Blackhawks          | NHL       | 81   | 34  | 41  | 75  | 54  | —  | — | —  | —  | —  |
| 2001–02   | Chicago Blackhawks          | NHL       | 78   | 21  | 39  | 60  | 67  | 5  | 1 | 0  | 1  | 2  |
| 2002–03   | Chicago Blackhawks          | NHL       | 82   | 26  | 35  | 61  | 42  | —  | — | —  | —  | —  |
| 2003–04   | Chicago Blackhawks          | NHL       | 56   | 15  | 28  | 43  | 36  | —  | — | —  | —  | —  |
| 2003–04   | Nashville Predators         | NHL       | 24   | 9   | 21  | 30  | 12  | 6  | 1 | 1  | 2  | 6  |
| 2005–06   | Nashville Predators         | NHL       | 69   | 31  | 37  | 68  | 50  | 5  | 0 | 2  | 2  | 0  |
| 2006–07   | Nashville Predators         | NHL       | 57   | 22  | 38  | 60  | 20  | —  | — | —  | —  | —  |
| 2008–09   | Nashville Predators         | NHL       | 41   | 11  | 21  | 32  | 30  | —  | — | —  | —  | —  |
| 2009–10   | Nashville Predators         | NHL       | 82   | 17  | 34  | 51  | 35  | 6  | 0 | 3  | 3  | 2  |
| 2010–11   | Nashville Predators         | NHL       | 44   | 10  | 12  | 22  | 28  | 9  | 2 | 1  | 3  | 2  |
| 2011–12   | Pittsburgh Penguins         | NHL       | 79   | 17  | 31  | 48  | 20  | 6  | 2 | 4  | 6  | 4  |
| 2012–13   | Phoenix Coyotes             | NHL       | 33   | 5   | 7   | 12  | 20  | —  | — | —  | —  | —  |
| 2012–13   | New Jersey Devils           | NHL       | 9    | 2   | 3   | 5   | 4   | —  | — | —  | —  | —  |
| NHL razem | NHL razem                   | NHL razem | 1011 | 290 | 457 | 747 | 587 | 50 | 9 | 14 | 23 | 30 |